# Balaix de Kirman
Balaix de Kirman (Balaix Kirman Xah) fou un rei de Kirman probablement sota sobirania de l'Imperi Part, del segle iii. Artaxerxes I el sassànida d'Ishtar (Fars) va començar la seva expansió i es va dirigir primer contra els seus veïns. Amb un exèrcit va ocupar la seva capital i el va fer presoner i el Kirman va passar al seu control.